# Loxoblemmus brevipennis
Loxoblemmus brevipennis är en insektsart som beskrevs av Lucien Chopard 1938. Loxoblemmus brevipennis ingår i släktet Loxoblemmus och familjen syrsor. Inga underarter finns listade i Catalogue of Life.